# Hieronyma clusioides
Hieronyma clusioides là một loài thực vật có hoa trong họ Diệp hạ châu. Loài này được (Tul.) Griseb. mô tả khoa học đầu tiên năm 1861.